# Жан-Ів Лакост
Жан-Ів Лакост (фр. Jean-Yves Lacoste) — французький філософ і богослов. Лакост пов'язаний з тим, що Домінік Яніко назвав «богословським поворотом у феноменології», поряд з іншими впливовими французькими феноменологами, такими як Мішель Генрі, Жаном-Люком Маріоном та Жан-Луї Кретьєном. Робота Лакоста розкриває філософію та богослов'я та виявляє інтерес до того, що можна назвати постмодерністською темою. Він працює в Парижі та Кембриджі і має довічне членство в Клер Холл, Кембридж.
Впливова книга Лакоста 1994 року «Досвід і абсолют» доводить сучасну оцінку «релігійного досвіду» і відстоює думку про те, що Бог пізнаваний як люблячий, але не віддає себе до пізнання досвідом або почуттями.
У 2010 році Лакост читав лекції Джеймса В. Річардса в Університеті Вірджинії, коли він був запрошеним професором релігієзнавства. Його стаття «Від богослов'я до богословського мислення» закликала до стирання жорстких відмінностей між філософською та богослоаською дисциплінами.

## Публікації
- Note sur le temps: Essai sur les raisons de la mémoire et de l'espérance (Примітка про час: нарис про причини пам'яті та надії), Paris, PUF,1990.
- Expérience et absolu: Questions disputées sur l'humanité de l'homme (Досвід та абсолют: спірні питання про людяність людини), Paris, PUF, 1994.
- Le Monde et l'absence d'oeuvre (Світ і відсутність роботи), Paris, PUF, 2000.
- Dictionnaire critique de théologie, ed., Encyclopedia of Christian Theology (Критичний словник богослов'я, вид., Енциклопедія християнського богослов'я), New York: Routledge, 2005
- La phénoménalité de Dieu: Neuf études (Феноменальність Бога: Дев'ять досліджень), Paris, Cerf, 2008.
- Être en danger (Будучи в небезпеці), Paris, Cerf, 2011.